# Петру Казаку
Петру Козаку (рум. Petru Cazacu; 6 жовтня 1884, Кишинів, Бессарабська губернія, Російська імперія — серпень 1956, Бухарест, Соціалістична Республіка Румунія) — молдовський та румунський політик, доктор медичних наук, історик, публіцист.
У 1918 був прем'єр-міністром Молдовської демократичної республіки.

## Твори
- P. Cazacu, Moldova dintre Prut şi Nistru. 1812—1918, Chişinău, 1992.